# Thủ công nghiệp Đàng Ngoài thời Lê trung hưng
Thủ công nghiệp Đàng Ngoài thời Lê trung hưng có những biến đổi lớn so với thời Lê Sơ, do sự tác động từ sự du nhập của khoa học kỹ thuật phương Tây. Không chỉ phát triển về quy mô, thủ công nghiệp Đàng Ngoài còn xuất hiện nhiều ngành nghề mới.

## Thủ công nghiệp nhà nước

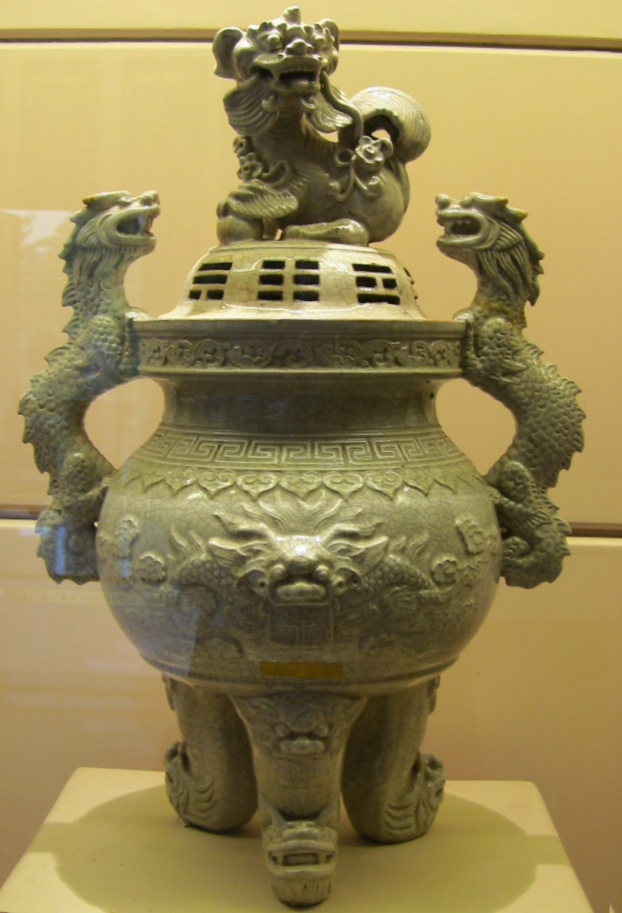
Một chiếc đỉnh bằng gốm tráng men trang trí đắp nổi rồng và nghê do thợ làng Bát Tràng chế tạo vào năm 1736, thời Cảnh Hưng.

Chính quyền Lê-Trịnh ở Đàng Ngoài duy trì các công xưởng và quan xưởng như từ thời nhà Lý. Đây là loại hình sản xuất các vật dụng phục vụ sinh hoạt của triều đình và các loại vũ khí phục vụ chiến tranh.
Các đơn vị thủ công nghiệp nhà nước gọi là Tượng cục, làm việc trong đó là những thợ có trình độ cao được trưng tập vào. Ngoài những nghề truyền thống nhằm phục vụ đời sống sinh hoạt như thợ đá, thợ sơn, thợ mộc, thợ rèn, thợ nề... như trước, còn có những ngành nghề phục vụ mục đích quân sự, chính trị mới như đóng tàu, đúc súng đạn.

### Đóng tàu
Chúa Trịnh lập những xưởng đóng tàu, thuyền tại Bãi Cháy và bến Thủy. Sản phẩm là những loại thuyền nhỏ như thuyền Thi hậu, thuyền Hải đạo, thuyền Hải mã, thuyền mui và thuyền Quan hành. Loại lớn nhất có chiều dài 67 thước, rộng 10 thước 5 tấc, có 48 cột chèo. Thuyền mới hoặc thuyền mang sửa chữa phải có người của công phiên kiểm tra chất lượng.

### Đúc tiền
Đàng Ngoài có 2 xưởng đúc tiền ở Nhật Chiêu và Cầu Giền trong kinh thành Thăng Long.
Từ năm 1760, do nhu cầu tiền tệ, triều đình mở thêm xưởng đúc tiền tại Sơn Tây. Sau đó các nơi khác cũng đua nhau mở xưởng đúc khiến tiền chất lượng kém, vì vậy triều đình phải đình chỉ việc đúc tiền tại các trấn, chỉ để lại 2 xưởng ở kinh thành.
Thời Lê trung hưng đúc rất nhiều loại tiền, chỉ riêng tiền Cảnh Hưng (niên hiệu của vua Lê Hiển Tông) đã có tới 80 loại.

### Đúc súng
Do sự du nhập của khoa học kỹ thuật từ phương Tây, chúa Trịnh đã mở xưởng đúc súng nhờ sự hỗ trợ của người phương Tây. Đến khi các cuộc khởi nghĩa nông dân Đàng Ngoài bùng phát, nhu cầu vũ khí lớn, chúa Trịnh cho phá cả các chuông, khánh trong các chùa để làm súng đạn.

### Khai thác mỏ
Xem thêm: Vấn đề biên giới Việt-Trung thời Hậu Lê
Đàng Ngoài có tài nguyên phong phú, tập trung chủ yếu ở vùng trung du phía bắc, gần biên giới với Trung Quốc. Nhiều mỏ kim loại đã được tiến hành thăm dò và khai thác thời kỳ này như mỏ bạc ở Tuyên Quang, mỏ đồng ở Tuyên Quang, Hưng Hóa, Thái Nguyên, Lạng Sơn.
Dù được chú trọng nhưng do ảnh hưởng của nội chiến kéo dài (Lê-Mạc và Trịnh-Nguyễn) nên các khu vực do thủ lĩnh bản thổ cai quản không được triều đình siết chặt quản lý, chỉ có ràng buộc lỏng lẻo. Việc khai thác mỏ bị thả nổi cho tư nhân khai thác tự do và nộp cho triều đình một phần thuế. Tại vùng biên, người Trung Quốc sang khai thác gây ra tình trạng lộn xộn không kiểm soát nổi.
Từ khi chiến tranh với họ Nguyễn lắng xuống, tình hình tạm ổn định, triều đình khẳng định độc quyền khai thác mỏ. Chế độ quản giám được thực hiện từ năm 1760, với thành phần gồm: quý tộc, vương hầu, quan lại tự nguyện xin làm và các tù trưởng địa phương có mỏ.
Triều đình có biện pháp khuyến khích khai thác mỏ bằng chính sách miễn thuế 5 năm, sau đó mới chiếu theo số sản xuất để xác định thuế. Người muốn khai thác mỏ (thuộc các thành phần trên) phải có đơn, sau khi được chấp thuận thì tự bỏ tiền đầu tư chiêu công nhân và tổ chức khai thác. Người lao động có thể là người trong nước hoặc nước ngoài, số lượng người làm tại các mỏ được quy định: mỏ lớn 300 người, mỏ vừa 200 người và mỏ nhỏ 100 người. Do hiện tượng có những mỏ ở vùng biên mộ quá nhiều người Hoa sang khai thác làm mất ổn định trật tự địa phương khiến triều đình phải ra lệnh giải tán bớt công nhân ở mỏ Tống Tinh (Cao Bằng) năm 1767.
Năm 1728, nhờ đấu tranh ngoại giao, chúa Trịnh đòi lại được mỏ đồng Tụ Long ở Tuyên Quang bị nhà Thanh lấn chiếm trước đó. Đây là mỏ quý, có trữ lượng lớn nhất lúc đó. Sau một thời gian đình trệ vì chiến tranh, từ năm 1756 ngành khai thác mỏ được phục hồi.
Phương thức khai thác mỏ thời kỳ này vẫn mang tính thủ công: quặng đào lên bằng công cụ thô sơ rồi đãi và nấu trong lò nổi thô sơ. Với quy trình thủ công, người thợ không thể khai thác hết tài nguyên trong lòng đất, năng suất lao động thấp. Quan hệ giữa chủ và thợ vẫn mang tính chất lao dịch phong kiến.
Những mỏ gần vùng biên có công nhân người Thiều Châu, Triều Châu có kinh nghiệm và tay nghề cao nên có năng suất cao hơn. Sau khi đóng thuế, số không nhỏ sản phẩm được những người lao động này mang lén về nước, làm thất thoát tài nguyên khai thác được của Đại Việt mà chính quyền Lê-Trịnh không quản lý được.
Sang thế kỷ 18, triều đình kiểm soát chặt chẽ việc mua bán các loại khoáng sản, nhất là đồng, chì và thiếc, những kim loại cần cho việc chế tạo vũ khí. Đến năm 1759, triều đình cấm hẳn việc mua bán đồng.
Ngành khai thác mỏ trở thành ngành kinh tế quan trọng, góp phần tạo nguồn thu thuế lớn cho triều đình.

## Thủ công nghiệp nhân dân

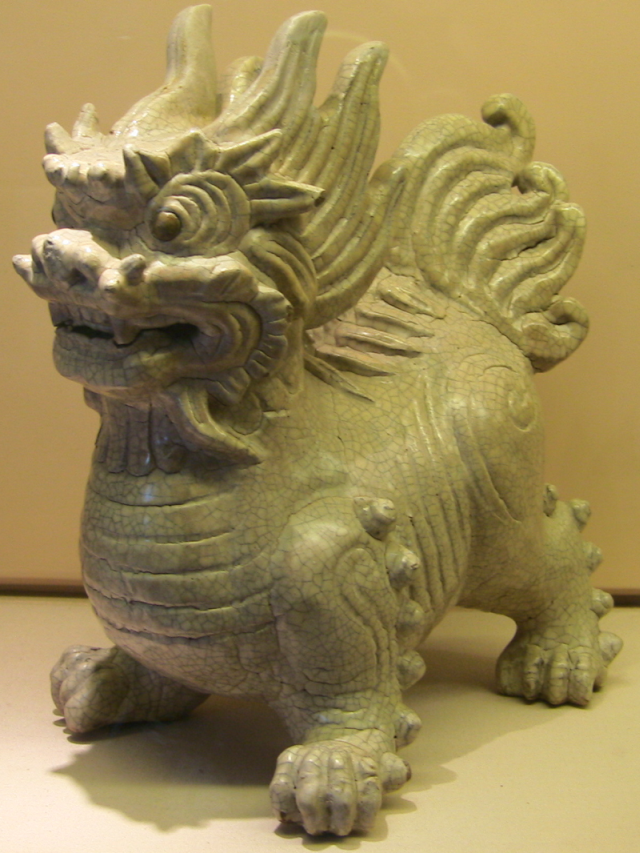
Tượng nghê bằng gốm do thợ gốm làng Bát Tràng làm thời Cảnh Hưng.

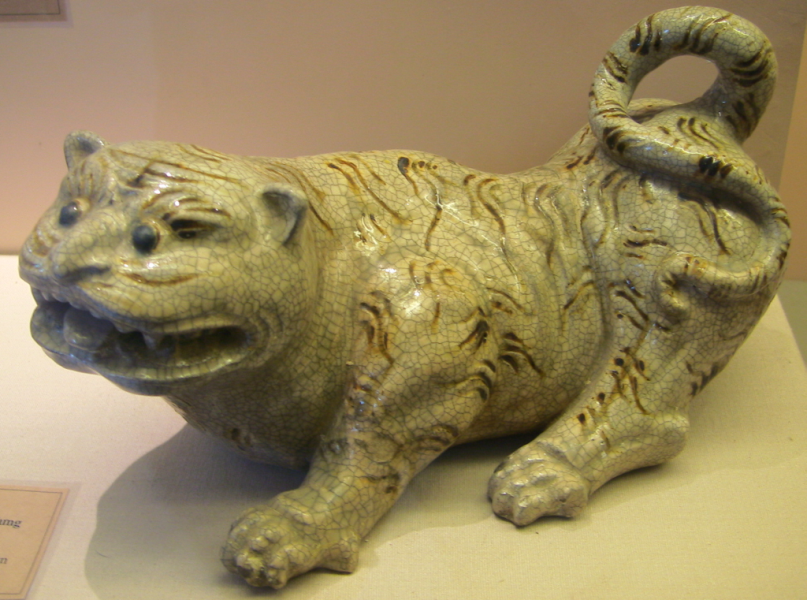
Tượng hổ bằng gốm do thợ gốm làng Bát Tràng làm thời Cảnh Hưng.

Thủ công nghiệp nhân dân chủ yếu phục vụ đời sống sinh hoạt của nhân dân. Một số mặt hàng có chất lượng cao như tơ lụa, gốm, đường có giá trị xuất khẩu.
Nghề làm gốm tiếp tục được phát huy từ nhiều đời tại các làng nghề nổi tiếng như Bát Tràng, Hương Canh, Thổ Hà...
Nghề dệt tạo ra các sản phẩm như lụa, gấm, sa... được thương nhân phương Tây ưa thích. Các làng làm nghề dệt nổi tiếng là Yên Thái, Trích Sài, Trúc Bạch, Mỗ, Ỷ La, Hạ Hồi (Hà Nội), Phùng Xá, Hữu Bằng (Sơn Tây).
Vùng Sơn Nam nổi tiếng có nhiều lò làm đường, phương thức sản xuất thủ công vẫn tồn tại đến nay là dùng trâu bò ép mía và nấu thành đường hoặc mật.
Nghề khắc ván in nổi tiếng nhất tại Liễu Tràng và Hồng Lục (Hải Dương). Thợ ở đây không chỉ hành nghề ở địa phương mà còn ra kinh thành và mở rộng các hoạt động tại các trung tâm văn hóa.
Nghề thêu và nghề làm lọng có ông tổ Lê Công Hành, được phổ biến ở Quất Động (Thường Tín, Hà Nội) từ thế kỷ 17.
Nghề thuộc da trâu, da bò có làng Đào Lâm, Trúc Lâm (Hải Dương), nghề làm nón ra đời ở Phương Trung (Hà Đông, Hà Nội).